# Japan Soccer League Cup 1987
La Japan Soccer League Cup 1987 è stata la dodicesima edizione del torneo calcistico organizzato dalla Japan Soccer League, massimo livello del campionato giapponese di calcio.

## Risultati

### Primo turno
Le gare del primo turno preliminare si sono disputate il 5 luglio 1987, con due anticipi disputati il giorno precedente.
| Squadra 1            | Risultato            | Squadra 2       |
| -------------------- | -------------------- | --------------- |
| Fujita               | 4 - 0                | Tanabe Pharma   |
| NTT Kansai           | 2 - 3                | ANA Yokohama    |
| Matsushita Electric  | 3 - 0                | Osaka Gas       |
| Yomiuri              | 1 - 3                | Sumitomo Metals |
| Cosmo Oil            | 0 - 3                | Hitachi         |
| Mazda Auto Hiroshima | 2 - 2 5 - 4 (d.c.r.) | NTT Kanto       |
| Fujitsu              | 2 - 0                | Kawasaki Steel  |
| Mitsubishi HI        | 1 - 1 4 - 3 (d.c.r.) | Toyota Motors   |
| Toho Titanium        | 0 - 3                | Yamaha Motors   |
| Kofu Club            | 0 - 4                | Toshiba         |
| Seino                | 0 - 4                | Nippon Kokan    |

### Secondo turno
Le gare del primo turno preliminare si sono disputate l'11 luglio: alle dodici squadre qualificate dal turno precedente, si aggiungono le quattro semifinaliste dell'edizione precedente.
| Squadra 1         | Risultato            | Squadra 2            |
| ----------------- | -------------------- | -------------------- |
| Furukawa Electric | 1 - 0                | Fujita               |
| Hitachi           | 0 - 4                | Yanmar Diesel        |
| ANA Yokohama      | 1 - 0                | Matsushita Electric  |
| Sumitomo Metals   | 7 - 1                | Mazda Auto Hiroshima |
| Honda Motor       | 3 - 1                | Fujitsu              |
| Yamaha Motors     | 0 - 1                | Toshiba              |
| Mitsubishi HI     | 1 - 0                | Mazda                |
| Nippon Kokan      | 1 - 1 5 - 4 (d.c.r.) | Nissan Motors        |

### Quarti di finale
Le gare dei quarti di finale del torneo si sono svolte il 12 luglio: delle otto squadre partecipanti, il Toshiba milita nel secondo raggruppamento della Japan Soccer League.
| Squadra 1         | Risultato            | Squadra 2     |
| ----------------- | -------------------- | ------------- |
| Furukawa Electric | 1 - 1 5 - 4 (d.c.r.) | ANA Yokohama  |
| Sumitomo Metals   | 2 - 1                | Yanmar Diesel |
| Honda Motor       | 3 - 0                | Mitsubishi HI |
| Toshiba           | 0 - 3                | Nippon Kokan  |

### Semifinali
Le due gare di semifinale si sono disputate il 18 luglio.
| Squadra 1       | Risultato            | Squadra 2    |
| --------------- | -------------------- | ------------ |
| Sumitomo Metals | 0 - 0 4 - 3 (d.c.r.) | ANA Yokohama |
| Honda Motor     | 0 - 3                | Nippon Kokan |

### Finale
L'incontro di finale del torneo si svolse a Nagoya il 19 luglio 1987: per il Sumitomo fu la prima finale del torneo contro il Nippon Kokan, alla sua seconda finale.
| Nagoya 19 luglio 1987, ore 13:30 UTC+9                                              | Nippon Kokan | 3 – 1          | Sumitomo Metals | Mizuho Rugby Stadium |
| \| \| \| \| \| Tamura 68’ Matsuura 71’ Asaoka 78’ \| Marcatori \| 89’ Teguramori \| |              |                |                 |                      |
|                                                                                     |              |                |                 |                      |
| Tamura 68’ Matsuura 71’ Asaoka 78’                                                  | Marcatori    | 89’ Teguramori |                 |                      |